# Association Sportive Real Bamako
L'Association Sportive Real Bamako és un club de futbol malià de la ciutat de Bamako.
Juga els seus partits a l'estadi Modibo Keïta. Per palmarès és el tercer equip del país, per darrere de Djoliba AC i Stade Malien. En el passat destacà al club el jugador Salif Keïta (1963-1967), amb qui el club guanyà tres campionats consecutius i que fou futbolista africà de l'any el 1970 a Saint-Etienne.

## Jugadors destacats
- Salif Keïta
- Amara Morikè Kallé

## Palmarès
- Lliga maliana de futbol:[3]
  - 1969, 1980, 1981, 1983, 1986, 1991
- Copa maliana de futbol:[4]
  - 1962, 1964, 1966, 1967, 1968, 1969, 1980, 1989, 1991